# Mariusz Filipiuk
Mariusz Filipiuk (ur. 16 stycznia 1974 w Międzyrzecu Podlaskim) – polski polityk i samorządowiec, starosta powiatu bialskiego od 30 marca 2016.

## Życiorys
Ukończył administrację na Uniwersytecie Przyrodniczo-Humanistycznym w Siedlcach.
W latach 1996–2013 pracował w Urzędzie Gminy w Drelowie.
W wyborach samorządowych w 2006 roku został wybrany radnym powiatu bialskiego, w tym samym roku został wiceprzewodniczącym tego gremium. W wyborach samorządowych w 2010 roku uzyskał reelekcję i ponownie został wybrany wiceprzewodniczącym Rady Powiatu. W wyborach samorządowych w 2014 roku ponownie został wybrany radnym powiatu bialskiego, zdobywając 1880 głosów, czyli najwięcej spośród wszystkich kandydatów. 28 listopada 2014 uchwałą rady powiatu bialskiego został wybrany przewodniczącym Rady Powiatu Bialskiego.
W wyborach parlamentarnych w 2015 roku bezskutecznie kandydował do Senatu RP z okręgu wyborczego nr 17. Zdobył wówczas 24 103 głosy.
30 marca 2016 został wybrany starostą bialskim.
W wyborach samorządowych w 2018 roku został wybrany na radnego powiatu bialskiego, ponownie zdobywając największą liczbę głosów spośród wszystkich kandydatów. 20 listopada 2018 ponownie został wybrany na starostę bialskiego.
W latach 2013–2015 pełnił funkcję dyrektora Europejskiego Centrum Kształcenia i Wychowania w Roskoszy. Od 2008 roku działa w radzie Szpitala Powiatowego w Międzyrzecu Podlaskim. W latach 2006–2016 pełnił funkcję przewodniczącego Powiatowej Rady Zatrudnienia w Białej Podlaskiej.